# 八十二カード
株式会社八十二カード（はちじゅうにカード、Hachijuni Card Co.,Ltd.）は、長野県長野市に本社を置くクレジットカード会社。八十二銀行の連結子会社であり、同行の顧客基盤を基にDCカード・ジェーシービー両ブランドのクレジットカード発行や加盟店獲得業務などを行っている。

## 概要
設立後、旧ダイヤモンドクレジット（ディーシーカードを経て、現：三菱UFJニコス）とフランチャイズ契約を結び、八十二DCカードの発行およびDC・Visa・Mastercardブランドの加盟店関連業務を長らく行ってきたが、2019年（平成31年）からJCB加盟店関連業務の取扱も開始し、これに合わせて社名も「八十二ディーシーカード」（はちじゅうにディーシーカード）から現商号に変更している。
2020年（令和2年）4月1日までに、八十二銀行の完全子会社となり、2022年（令和4年）7月からは八十二JCBカードの発行も開始した。

## 沿革
- 1982年（昭和57年）8月2日 - 株式会社八十二ディーシーカードを設立。
- 2019年（平成31年）4月1日
  - 株式会社八十二カードに商号変更。
  - ジェーシービー加盟店業務の取扱開始。
- 2022年（令和4年）7月4日 - 八十二JCBカードの発行を開始。

## 関連会社
- 八十二銀行
- 三菱UFJニコス
- ジェーシービー